# Kolbuszowa
Kolbuszowa este un oraș în Polonia.